# Гарбуна
Гарбуна — группа вулканических объектов, которые располагаются на острове Новая Британия, Папуа — Новая Гвинея. Представляет собой хребет с несколькими стратовулканами: Круммел (854 м) (англ. Krummel), Велкер (1005 м) (англ. Welcker), Гарбуна и маар Нумундо (англ. Numundo). Сложены андезитами и дацитами. Составляют горный хребет длиной 7 км, протянувшийся в направление с севера на юг. Склоны вулкана покрывают тропические леса. Вулкан спал более 1800 лет и дал о себе знать в 2005 году. До этого времени была активна сольфатарная, фумарольная активность, гейзеры, горячие грязевые источники. 16 октября 2005 года началось извержение вулкана, которое сопровождалось мощными подземными толчками и выбросами белого пара. В результате пострадали близлежащие плантации, местные питьевые источники стали непригодны для потребления. Колебания почвы ощущались в городе Кимбе. На протяжении октября-ноября пары дыма, H2S поднимались на высоту нескольких сот метров. Местная авиакомпания была предупреждена сейсмологами с вулканической обсерватории Рабаула о нежелательности полётов в данном районе. Впоследствии пошли проливные дожди, которые образовали сели на западной оконечности вулкана. Незначительная вулканическая активность в виде умеренного выброса газов и слабых подземных толчков происходила в период 1-15 января 2006 года. 11 марта 2008 года вулкан очередной раз дал о себе знать в виде выброса пепла, треска. Пепел поднялся на высоту 1,6 км и направлялся в юго-западном направлении. Эпицентр извержения находится на склонах вулкана в виде вулканических разломов и трещин. Присутствие H2S в воздухе ощущалось в городе Кимбе. Вулканическая активность происходила с разной периодичностью времени вплоть до 10 октября 2008 года. В настоящий период вулканическая активность не проявляется.